# Liste der Monuments historiques in Beychac-et-Caillau
Die Liste der Monuments historiques in Beychac-et-Caillau führt die Monuments historiques in der französischen Gemeinde Beychac-et-Caillau auf.

## Liste der Objekte
| Bezeichnung                                                                                    | Beschreibung                                     | Standort                                   | Kennzeichnung | Schutzstatus | Datum | Bild |
| ---------------------------------------------------------------------------------------------- | ------------------------------------------------ | ------------------------------------------ | ------------- | ------------ | ----- | ---- |
| 14 Kreuzwegstationen                                                                           | 1943, vom Maler Georges de Sonneville geschaffen | in der Kirche St-Marcel von Beychac (Lage) | PM33001690    | Inscrit      | 1991  |      |
| Hauptaltar mit Tabernakel                                                                      | Holz, 9. Jahrhundert                             | in der Kirche St-Marcel von Beychac (Lage) | PM33000089    | Classé       | 1971  |      |
| Glocke                                                                                         | Bronze, 1762 gegossen                            | in der Kirche St-Marcel von Beychac (Lage) | PM33000088    | Classé       | 1942  |      |
| Ölgemälde Saint Marcel Ier pape, sainte Catherine d’Alexandrie, sagittation de saint Sébastien | 17. Jahrhundert                                  | in der Kirche St-Marcel von Beychac (Lage) | PM33001689    | Inscrit      | 1991  |      |
| Gemälde Madonna mit Kind                                                                       | 17. Jahrhundert                                  | in der Kirche St-Pierre in Caillau (Lage)  | PM33000090    | Classé       | 1972  |      |